# Chop Suey!
"Chop Suey!" é uma canção da banda norte-americana System of a Down, incluída no álbum Toxicity, de 2001. Foi o primeiro single a ser retirado desse álbum. O single foi lançado em outubro de 2001 e rendeu à banda sua primeira indicação ao Grammy, em 2002, na categoria Best Metal Performance (Melhor Performance/Desempenho Metal). A revista de rock americana Loudwire incluiu a canção na lista das melhores canções do século XXI, sendo a primeira colocada na referida lista.
Também teve o feito de ser a maior música criada pela banda.

## Visão geral
Em uma entrevista, o guitarrista Daron Malakian explicou: "A música é sobre como somos vistos de maneira diferente dependendo de como vivemos. Todo mundo merece morrer. Tipo, se eu morresse agora por causa do uso de drogas, eles poderiam dizer que eu mereci porque abusei de drogas perigosas. Daí a frase "Eu choro quando os anjos merecem morrer". A frase presente no verso da ponte ("Pai, em Tuas mãos eu entrego o meu espírito") - retirada do evangelho segundo Lucas, 23:46 - foi escolhida aleatoriamente por Tankian enquanto estava procurando por ideias que encaixassem. A ponte inclui outra referência bíblica, neste caso ao evangelho segundo Mateus, 27:46: "Pai, por que me abandonaste?"

## Título da música
A canção foi originalmente intitulada "Suicide" (suicídio), mas a Columbia Records forçou a banda a alterá-la para evitar polêmicas. O título da música é, portanto, um jogo de palavras: "Suey" é "Suicide" (suicídio), "chop" (cortado) ao meio. No entanto, os membros da banda afirmam que essa mudança não foi causada pela pressão de sua gravadora; Odadjian disse que a banda simplesmente escolheu suas batalhas com cuidado. A maioria das gravações do álbum inclui uma introdução à faixa onde o vocalista Serj Tankian pode ser ouvido dizendo "estamos gravando 'Suicide'", enquanto o baterista John Dolmayan está contando o ritmo com as baquetas.
Sua introdução é um cânone. A ordem é guitarra, baixo e bateria.
O videoclipe foi dirigido por Marcos Siega. O videoclipe apresenta vários fãs da banda, que foram convidados para participar das filmagens, cerca de 1500 pessoas se inscreveram. O videoclipe aconteceu em um estacionamento de um motel chamado Oak Tree Inn em Los Angeles

## Faixas
| N.º | Título            | Letras            | Música             | Duração |  |
| 1.  | "Chop Suey!"      | Tankian, Malakian | Malakian           | 3:30    |  |
| 2.  | "Johnny"          | Tankian           | Tankian            | 2:07    |  |
| 3.  | "Sugar (ao vivo)" | Tankian           | Odadjian, Malakian | 2:27    |  |
| 4.  | "War?" (ao vivo)  | Tankian           | Malakian           | 2:47    |  |

| N.º | Título       | Letras            | Música                      | Duração |  |
| 1.  | "Chop Suey!" | Tankian, Malakian | Malakian                    | 3:30    |  |
| 2.  | "Johnny"     | Tankian           | Tankian                     | 2:07    |  |
| 3.  | "Know"       | Tankian           | Odadjian, Malakian, Tankian | 3:04    |  |

## Posições nas paradas
| País           | Posição | Data                   | Semanas nos gráficos |
| -------------- | ------- | ---------------------- | -------------------- |
| Austrália      | 14      | 3 de fevereiro de 2002 | 11 semanas           |
| Bélgica        | 18      | 26 de janeiro de 2002  | 9 semanas            |
| Estados Unidos | 76      | 5 de janeiro de 2002   | 20 semanas           |
| Países Baixos  | 25      | 10 de novembro de 2001 | 13 semanas           |
| Reino Unido    | 17      | 3 de novembro de 2001  | 4 semanas            |